# Playa de Canto da Area
La Playa de Canto da Area (también conocida como playa de Barreiros) es una de las playas que pertenecen a la ciudad de Vigo, está situada en la parroquia de Oya.

## Características
Playa de arenas silíceas y arena poco frecuentada, situada en las proximidades del campo de fútbol de Canido. Ensenada pedregosa localizada en la margen izquierda del Centro Oceanográfico de Vigo. Tiene orientación SW donde las bajamares dejan descubierta una amplia zona rocosa muy rica en pesca y mariscos. Lugar tranquilo, inserto en su zona rural, con vegetación y pequeños acantilados.

## Accesos
Acceso rodado fácil, a partir del núcleo de población de Canido, siguiendo la indicación hacia el Instituto Español de Oceanografía, a cuyos pies se encuentra la ensenada y donde podremos dejar el coche en las inmediaciones. Se accede a la ensenada por una pequeña bajada.

## Otros
Posibilidad de llevar mascota.